# Saison 2 de La Vie de famille
Chronologie
Saison 1 Saison 3
Cet article présente la deuxième saison de la sitcom américaine La Vie de famille (Family Matters).

## Distribution

### Acteurs principaux
- Reginald VelJohnson (VF : Marc Cassot) : Carl Otis Winslow
- Jo Marie Payton-Noble (VF : Claude Chantal) : Harriette Winslow
- Darius McCrary (VF : Adrien Antoine) : Edward « Eddie » James Arthur Winslow
- Kellie Shanygne Williams (VF : Sarah Marot) : Laura Lee Winslow
- Jaimee Foxworth (VF : Patricia Legrand) : Judith « Judy » Winslow
- Rosetta LeNoire (VF : Jane Val) : Estelle « Mamie » Winslow
- Telma Hopkins : Rachel Crawford
- Jaleel White (VF : Gilles Laurent) : Steven Quincy « Steve » Urkel / Myrtle Urkel
- Bryton McClure : Richie Crawford

### Acteurs récurrents
- Shawn Harrison (en) : Waldo Faldo

### Invités
- Dominic Hoffman (en) : Steve Webster
- Susan Krebs : Mme Steuben
- Bridgid Coulter : Jolene
- Cherie Johnson (en) : Maxine Johnson
- Barry Jenner (en) : Lieutenant Lieu Murtaugh

## Liste des épisodes

### Épisode 1:L'Incendie heureux
- États-Unis : 21 septembre 1990 sur ABC

- Bridgid Coulter (Jolene)
- John Hancock (Leroy)
- William Long Jr. (Inspecteur du feu)
- Dominic Hoffman (Steve Webster)

### Épisode 2:Entre les deux, mon cœur balance
- États-Unis : 21 septembre 1990 sur ABC

- Bridgid Coulter (Jolene)
- Dominic Hoffman (Steve Webster)

### Épisode 3:Vive les mariés
- États-Unis : 28 septembre 1990 sur ABC

- Clint Hyson (Mark Healy)
- Cherie Johnson (Maxine Johnson)
- Susan Krebs (Mme Steuben)

### Épisode 4:Le Concours de danse
- États-Unis : 5 octobre 1990 sur ABC

- Eddie Mekka (Charlie)
- Cathy Susan Pyles (Helen)
- Steve Vinovich (Maître de cérémonies)

### Épisode 5:Tout est permis sans permis
- États-Unis : 12 octobre 1990 sur ABC

- Bridgid Coulter (Jolene)

### Épisode 6:Tradition familiale
- États-Unis : 19 octobre 1990 sur ABC

- Barry Jenner (Lieutenant Lieu Murtaugh)

### Épisode 7:Hold-up
- États-Unis : 26 octobre 1990 sur ABC

- Doris Hess (Marcy)
- Mark Nassar (Robber)

### Épisode 8:La Cousine de Steve
- États-Unis : 2 novembre 1990 sur ABC

### Épisode 9:Jalousies
- États-Unis : 9 novembre 1990 sur ABC

- Susan Beaubian (Loretta)
- Caryn Ward (Susie)

### Épisode 10:Projet explosif
- États-Unis : 16 novembre 1990 sur ABC

- Sky Berdahl (2nd étudiant)
- Crystal Jenious (Jeune étudiante)
- Aaron Lohr (1er étudiant)
- Joe Mays (Mr. Nagy)

### Épisode 11:Rivalité
- États-Unis : 23 novembre 1990 sur ABC

- Salim Grant (2nd étudiant)
- Shawn Harrison (Waldo Faldo)
- David Hayward (Coach Redding)
- Arnold Johnson (Fletcher Thomas)
- Aaron Lohr (Greg)
- Larenz Tate (Willie Fuffner)
- Joshua Waggoner (1er étudiant)

### Épisode 12:Du billard
- États-Unis : 30 novembre 1990 sur ABC

- Irvin Mosley Jr. (Kevin)
- Michael Rapposelli (Chuckie)
- Tim Ryan (Boyd Higgins)

### Épisode 13:Joyeux Noël Steve
- États-Unis : 21 décembre 1990 sur ABC

- Ellen Albertini Dow (Mrs. Ferguson)
- Peggy Mannix (Un client)
- Gabriel Pelino (Un fonctionnaire)

### Épisode 14:Un papa collant
- États-Unis : 4 janvier 1991 sur ABC

- Michael Chambers (Michael "Shrimp" Chambers)

### Épisode 15:Mon fils
- États-Unis : 11 janvier 1991 sur ABC

- Lawrence Cook (Docteur)

### Épisode 16:Le Diable et le Bon Dieu
- États-Unis : 14 janvier 1991 sur ABC

- Keith Cameron (Todd Helms)
- Natalie Core (Mrs. Peavy)
- Joshua Klausner (Un adolescent)
- Neary Plummer (Mr. Sniplitsky)

### Épisode 17:Stevophobie
- États-Unis : 5 février 1991 sur ABC

- Jim Doughan (Jimmy)

### Épisode 18:Le Boute-en-train
- États-Unis : 8 février 1991 sur ABC

- Robert Balderso (Un flic)
- Larenz Tate (Willie Fuffner)

### Épisode 19:Promenade sur le Michigan
- États-Unis : 15 février 1991 sur ABC

- Felecia M. Bell (Une femme)
- Ken Kerman (Un flic)
- John Mariano (Stickman)
- Tom Milanovich (Un garde)
- Georgy Paul (Mom)

### Épisode 20:L'Histoire en question
- États-Unis : 22 février 1991 sur ABC

- Susan Krebs (Ms. Steuben)
- Clyde Kusatsu (Principal Edgar Shimata)
- David Markus
- Patrick J. Pieters (Gary)
- Antonio Lewis Todd (Fred)
- Bobby Wynn (Buddy)

### Épisode 21:La Part du gâteau
- États-Unis : 15 mars 1991 sur ABC

- Christopher Darga (1er reporter)
- Mary Ingersoll (2e reporter)

### Épisode 22:La Voix du passé
- États-Unis : 22 mars 1991 sur ABC

- Paul Winfield (Jimmy Baines)

### Épisode 23:La Fuite
- États-Unis : 1er avril 1991 sur ABC

### Épisode 24:Le Bon, la Brute et Urkel
- États-Unis : 25 avril 1991 sur ABC

- Tom Bishop (1er cowboy)
- Victor Wilson (2e cowboy)
- Steve Viall (3e cowboy)

### Épisode 25:J'aurais du l'empêcher
- États-Unis : 25 avril 1991 sur ABC

- Tiiu Leek (Karen Kosta)
- Beah Richards (Helen)
- Ron Tank (Anchor Man)

## À propos de cette saison
- Dès le premier épisode, Jaleel White devient un acteur régulier.
- Shawn Harrison commence le rôle récurrent de Waldo Faldo dès l'épisode 11. Il avait auparavant été un figurant dans l'épisode 16 de la première saison.
- Bryton McClure remplace Joseph Julius Wright dans le rôle de Richie Crawford, mais il reste absent des épisodes 11, 17 et 25.
- Rosetta LeNoire est absente des épisodes 4, 5, 8, 14, 15 et 22.
- Jaimee Foxworth est absente des épisodes 17 et 25.
- Darius McCrary est absent des épisodes 20 et 25.
- Thelma Hopkins est absente de l'épisode 20.